# Angelonia
Angelonia é um género botânico pertencente à família Plantaginaceae. Tradicionalmente este gênero era classificado na família das Scrophulariaceae.
Nativo da América do Sul. Algumas espécies são utilizadas como plantas ornamentais.

## Espécies
Composto por 34 espécies confirmadas:
- Angelonia acuminatissima Herzog
- Angelonia alternifolia V.C.Souza
- Angelonia angustifolia Benth.
- Angelonia arguta Benth.
- Angelonia biflora Benth.
- Angelonia bisaccata Benth.
- Angelonia blanchetii Benth.
- Angelonia campestris Nees & Mart.
- Angelonia chiquitensis Herzog
- Angelonia ciliaris B.L.Rob.
- Angelonia cornigera Hook.
- Angelonia crassifolia Benth.
- Angelonia cubensis B.L.Rob.
- Angelonia eriostachys Benth.
- Angelonia evitae Descole & Borsini
- Angelonia gardneri Hook.
- Angelonia goyazensis Benth.
- Angelonia grandiflora C.Morren
- Angelonia hassleriana Chodat
- Angelonia hirta Cham.
- Angelonia hookeriana Gardner ex Benth.
- Angelonia integerrima Spreng.
- Angelonia leandrii J.Kickx f.
- Angelonia linarioides Taub.
- Angelonia minor Fisch. & C.A.Mey.
- Angelonia parviflora Barringer
- Angelonia pilosella J.Kickx f.
- Angelonia pratensis Gardner ex Benth.
- Angelonia procumbens Nees & Mart.
- Angelonia pubescens Benth.
- Angelonia salicariifolia Bonpl.
- Angelonia serrata Benth.
- Angelonia tomentosa Moric. ex Benth.
- Angelonia verticillata Philcox

## Nome e referências
Angelonia Bonpland em Humboldt & Bonpland